# Bandeirantes do Tocantins
Bandeirantes do Tocantins is een gemeente in de Braziliaanse deelstaat Tocantins. De gemeente telt 2.807 inwoners (schatting 2009).
De gemeente grenst aan Colinas do Tocantins, Nova Olinda, Arapoema en Pau-d'Arco.